# فيودور ديتز
فيودور ديتز (بالألمانية: Feodor Dietz)‏ هو رسام ألماني، ولد في 31 مايو 1813 في Neunstetten ‏ في ألمانيا، وتوفي في 18 ديسمبر 1870 في Arc-lès-Gray ‏ في فرنسا.